# Manifesto de Ostende

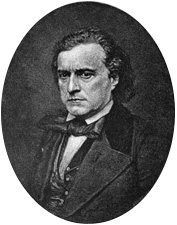
Pierre Soulé, a força motriz por trás do Manifesto de Ostende

O Manifesto de Ostende, também referido como Pacto de Ostende, foi um documento escrito em 1854 que descreveu a razão pela qual os Estados Unidos deveriam comprar Cuba da Espanha, devendo declarar guerra a esta caso se recusasse. A anexação da ilha por muito tempo foi um objetivo dos expansionistas escravistas dos Estados Unidos e foi apoiada por uma facção em Cuba. Em nível nacional, os líderes americanos estavam satisfeitos em ver a ilha ser administrada pelas fracas mãos espanholas, desde que não fosse passada para uma potência mais forte, como o Reino Unido ou França. O Manifesto de Ostende propôs uma mudança na política externa, justificando o uso da força para tomar Cuba em nome da segurança nacional. Resultou de debates sobre a escravidão nos Estados Unidos, do Destino Manifesto e da Doutrina Monroe, já que proprietários de escravos buscavam um novo território para a expansão da escravidão.
Durante o governo do presidente Franklin Pierce, um democrata pró-sulista, expansionistas do sul reivindicavam a aquisição de Cuba como um estado escravista, mas a onda de violência após o Ato de Kansas-Nebraska deixou a administração sem ter certeza de como proceder. Por sugestão do Secretário de Estado William L. Marcy, os ministros americanos na Europa — Pierre Soulé para a Espanha, James Buchanan para o Reino Unido e John Y. Mason para a França — reuniram-se para discutir a estratégia relacionada a uma aquisição de Cuba. Eles se encontraram secretamente em Ostende, na Bélgica, e elaboraram uma expedição em Aix-la-Chapelle. O documento foi enviado a Washington em outubro de 1854, descrevendo por que a compra de Cuba seria benéfica para cada uma das nações e declarando que os Estados Unidos estariam "justificados em arrancar" a ilha das mãos espanholas se o país se recusasse a vendê-la. Para desgosto de Marcy, Soulé não fez segredo das reuniões, fazendo publicidade indesejada, tanto na Europa quanto nos Estados Unidos. A administração foi finalmente forçada a publicar o conteúdo da expedição, o que causou um prejuízo irreparável.
A expedição foi publicada, conforme solicitado pela Câmara dos Representantes. O apelidado "Manifesto de Ostende" foi imediatamente denunciado tanto nos estados do Norte como na Europa. Tornou-se um grito de guerra para nortistas que buscavam controlar a votação da escravidão e conflitos no que mais tarde foi chamado de Guerra de Fronteira. O governo Pierce sofreu um revés significativo. A questão da anexação de Cuba foi efetivamente retirada até o final do século XIX. O interesse dos Estados Unidos na região subiu novamente na década de 1870 e a nação apoiou Cuba a ganhar independência da Espanha.

## Contexto histórico
Localizada a 140 quilômetros da costa da Flórida, Cuba foi discutida como um assunto para anexação em várias administrações presidenciais. Os presidentes John Quincy Adams e Thomas Jefferson manifestaram grande interesse na ilha, com Adams observando durante sua posse de Secretário de Estado que "tornou-se um objeto de importância transcendente para os interesses comerciais e políticos da nossa União". Mais tarde, descreveu Cuba e Porto Rico como "apêndices naturais para o continente norte-americano" – a anexação da primeira era "indispensável para a continuidade e integridade da própria União". À medida que o Império Espanhol tinha perdido muito de seu poder, uma política de não transferência começou com Jefferson, pela qual os Estados Unidos respeitariam a soberania espanhola, considerando inevitável a eventual absorção da ilha. Os Estados Unidos simplesmente queriam garantir que o controle não fosse passado para uma potência mais forte, como o Reino Unido ou França.

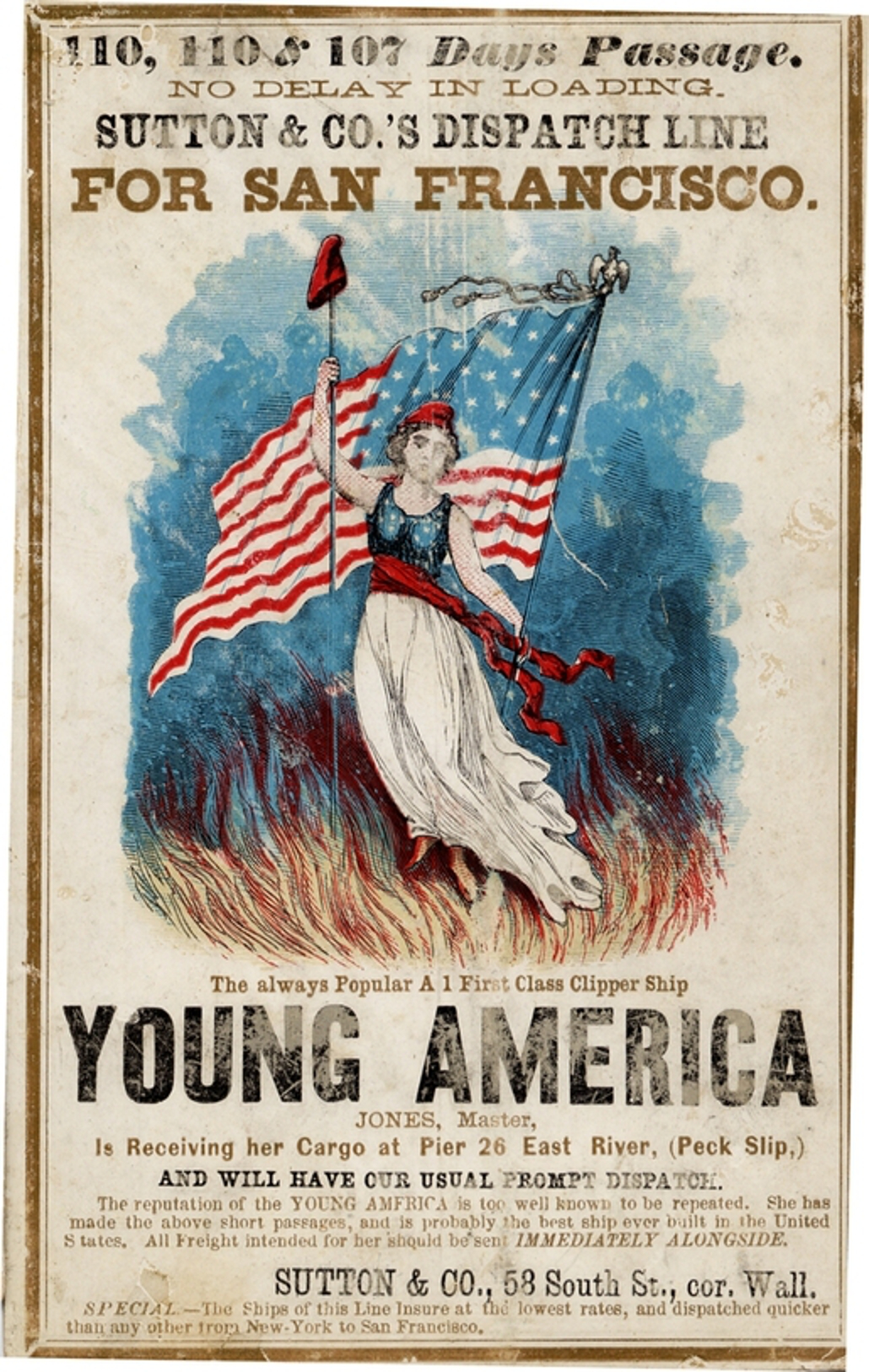
Propaganda para o navio clipper Jovem América

Cuba era de especial importância para os democratas do Sul, que acreditavam que seus interesses econômicos e políticos seriam mais bem servidos pela admissão de um outro estado de escravos para a União. A existência da escravidão em Cuba, a economia da ilha baseada na plantation de açúcar, e sua localização geográfica a predispunham à influência do sul, e sua admissão permitiria aumentar significativamente a posição dos senhores de escravos do sul, cujo modo de vida estava sob o fogo dos abolicionistas do norte. Considerando que a imigração para os centros industriais do norte resultou no controle daquela região de base populacional da Câmara dos Representantes, os políticos do sul procuraram manter o frágil equilíbrio de poder no Senado, onde cada estado recebia representação igual. Como os estados do Oeste livres da escravidão foram admitidos, os políticos do sul cada vez mais olharam para a ilha como o próximo estado escravista. Se Cuba fosse admitida na União como um único estado, a ilha teria de enviar dois senadores e nove representantes para Washington.
No Partido Democrata, o debate sobre a contínua expansão dos Estados Unidos centrou-se em quão rapidamente se expandir, em invés de se deveriam. Expansionistas radicais e o movimento Jovem América foram ganhando força rapidamente em 1848, e um debate sobre a possibilidade de anexar parte de Iucatã do México naquele ano incluiu uma discussão significativa sobre Cuba. Mesmo John C. Calhoun, descrito como um expansionista relutante que discordou fortemente da intervenção com base na Doutrina Monroe, concordou que "é indispensável para a segurança dos Estados Unidos que esta ilha não esteja em certas mãos", provavelmente referindo-se ao Reino Unido.
À luz de uma insurreição cubana, o presidente James K. Polk recusou solicitações do apoiador flibusteiro John L. O'Sullivan e declarou sua crença de que qualquer aquisição da ilha deveria ser uma "compra amigável." Sob as ordens de Polk, o Secretário de Estado James Buchanan preparou uma oferta de 100 milhões de dólares, mas "antes de ver [Cuba] transferida para qualquer poder, [oficiais espanhóis] preferiam vê-la afundada no oceano." As administrações Whig de Zachary Taylor e Millard Fillmore não insistiram no assunto e tomaram uma posição mais dura contra a flibustaria, com tropas federais interceptando várias expedições com destino a Cuba. Porém, quando Franklin Pierce assumiu o cargo em 1853, ele estava comprometido com a anexação da ilha.

## Governo Pierce
Em seu discurso de posse, o presidente Pierce declarou: "A política de minha administração não vai ser controlada por qualquer pressentimento tímido do mal da expansão." Embora a escravidão não fosse o objetivo declarado nem Cuba mencionada pelo nome, o disfarce de seu partido antes da guerra exigia aos nortistas apelar aos interesses do Sul, para que ele favorecesse a anexação de Cuba como um estado de escravos. Para este fim, nomeou expansionistas para postos diplomáticos em toda a Europa, notavelmente enviando Pierre Soulé, um defensor ferrenho da anexação de Cuba, como ministro dos Estados Unidos para a Espanha. Os nortistas em seu gabinete eram companheiros doughfaces (nortistas com simpatias pelo sul), como Buchanan, que foi nomeado ministro para o Reino Unido depois de uma tentativa fracassada à presidência na Convenção Nacional Democrata, e o Secretário de Estado William L. Marcy, cuja nomeação também era uma tentativa de aplacar o "Velho Caduco." Este foi o prazo para a ala do partido que favoreceu uma lenta expansão cautelosa.
Em março de 1854, o navio a vapor Black Warrior parou no porto cubano de Havana em uma rota regular de negociação que ia de Nova Iorque para Mobile, Alabama. Quando não conseguiu apresentar uma documentação de carregamento, funcionários cubanos apreenderam o navio, sua carga e sua tripulação. O chamado caso do Black Warrior foi visto pelo Congresso como uma violação dos direitos norte-americanos; um ultimato vazio emitido por Soulé aos espanhóis para devolverem o navio serviu apenas para prejudicar as relações, e ele foi impedido de discutir a aquisição de Cuba por quase um ano. Enquanto o assunto era resolvido pacificamente, alimentou as chamas do expansionismo sulista.
Enquanto isso, a doutrina do Destino Manifesto tornou-se cada vez mais seccionada conforme a década avançava. Enquanto ainda havia nortistas que acreditavam que os Estados Unidos deveriam dominar o continente, a maioria se opunha à anexação de Cuba, particularmente como estado escravista. Flibusteiros apoiados pelo sul, incluindo Narciso López, tinham falhado repetidamente em derrubar o governo colonial, apesar do apoio considerável entre o povo de Cuba pela independência, e uma série de reformas na ilha feitas por sulistas apreensivos de que a escravidão fosse abolida. Acreditavam que Cuba seria "africanizada", já que a maioria da população era de escravos, e tinham visto a República do Haiti estabelecida por ex-escravos. A noção de uma invasão pró-escravista pelos Estados Unidos foi rejeitada à luz da controvérsia sobre o Ato de Kansas-Nebraska. Durante as discussões internas, os apoiantes da obtenção de Cuba decidiram que uma compra ou intervenção em nome da segurança nacional era o método mais aceitável da aquisição.

## Escrevendo o Manifesto

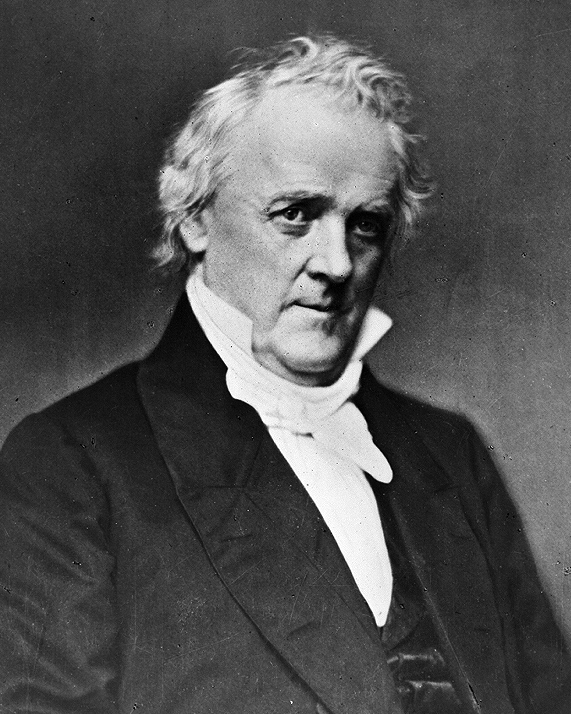
Acredita-se que James Buchanan tenha sido o autor do documento

Marcy sugeriu que Soulé deveria se conferenciar com Buchanan e John Y. Mason, ministro para a França, sobre a política dos Estados Unidos em relação a Cuba. Ele já havia escrito para Soulé que, se a compra de Cuba não pudesse ser negociada, "então você vai direcionar seu esforço ao próximo objeto desejável, que é separar essa ilha do domínio espanhol e de toda dependência de qualquer potência europeia" – palavras que Soulé pode ter adaptado para se encaixar em sua própria agenda. Ambos os autores David Potter e Lars Schoultz observaram a ambiguidade considerável nas palavras enigmáticas de Marcy, e Samuel Bemis sugere que ele pode ter se referido à independência cubana, mas reconhece que é impossível conhecer sua verdadeira intenção. Em qualquer caso, Marcy também tinha escrito em junho que a administração tinha abandonado pensamentos de declarar guerra a Cuba. Mas Robert May escreveu: "as instruções para a conferência foram tão vagas, e muitas das cartas de Marcy para Soulé desde o incidente do Black Warrior tinham sido belicosas, que os ministros interpretaram mal a intenção da administração."
Depois de uma pequena divergência sobre seu local de reunião, os três diplomatas americanos reuniram-se em Ostende, Bélgica, entre 9 e 11 de outubro de 1854, depois adiaram para Aix-la-Chapelle por uma semana para preparar um relatório sobre o processo. A expedição resultante, que viria a ser conhecida como o Manifesto de Ostende, declarou que "Cuba é tão necessária para a república norte-americana como qualquer um de seus membros atuais, e que pertence naturalmente à grande família dos estados, dos quais a União é o Providencial Berçário".
Destacam-se entre as razões para a anexação delineadas no manifesto temores de uma possível revolta de escravos em Cuba paralela à Revolução Haitiana (1791-1804), na ausência de intervenção dos Estados Unidos. O Manifesto instou contra a inação na questão cubana, advertindo:
"Seríamos, no entanto, desleais ao nosso dever, indignos de nossos bravos antepassados, e cometeríamos traição contra nossa posteridade caso permitíssemos que Cuba fosse africanizada e se tornasse a segunda São Domingos (Haiti), com todos os seus consequentes horrores para a raça branca, e sofreríamos as chamas que se estenderiam às nossas próprias costas vizinhas, colocando seriamente em perigo ou realmente consumindo a estrutura justa de nossa União."
Medos raciais, amplamente difundidos pela Espanha, levantaram a tensão e ansiedade dos Estados Unidos sobre uma potencial revolta negra na ilha que poderia "se espalhar como fogo" para o sul do país. O Manifesto declarou que os Estados Unidos estariam "justificados em arrancar" Cuba da Espanha se a potência colonial se recusasse a vendê-la.
Soulé era um ex-senador norte-americano da Louisiana e membro do movimento Jovem América, que procurava uma realização da influência norte-americana no Caribe e na América Central. Ele é creditado como o principal arquiteto da política expressa no Manifesto de Ostende. Acredita-se que o experiente e cauteloso Buchanan tenha escrito o documento e moderou o tom agressivo do ex-senador. Soulé favoreceu a expansão da influência do sul fora da atual União dos Estados. Sua crença no Destino Manifesto levou a profetizar a "absorção de todo o continente e os seus apêndices insulares" pelos Estados Unidos. As raízes virginianas de Mason iriam o predispor aos sentimentos expressos, mas mais tarde se arrependeu de suas ações. As motivações exatas de Buchanan permanecem obscuras, apesar de suas tendências expansionistas, mas tem sido sugerido que ele foi seduzido por interesses da presidência, que ele iria ganhar em 1856. Um historiador concluiu em 1893: "Quando levamos em conta as características dos três homens, dificilmente podemos resistir à conclusão de que Soulé, como ele depois insinuou, torceu seus colegas em torno de seu dedo."
Para desgosto de Marcy, o chamativo Soulé não fez segredo das reuniões. A imprensa na Europa e nos Estados Unidos estava bem ciente do processo, se não o seu resultado, mas estava preocupada com as guerras e as eleições de meio de mandato. Neste último caso, o Partido Democrata tornou-se uma minoria no Congresso dos Estados Unidos, e editoriais continuaram a repreender o governo Pierce por seu sigilo. Pelo menos um jornal, o New York Herald, publicou o que Charles Henry Brown chamou de "relatórios que chegaram tão perto da verdade das decisões em Ostende que o presidente temia que fossem baseadas em vazamentos, como, aliás, podem ter sido". Pierce temia que as repercussões políticas confirmassem tais rumores, e ele não as reconheceu em seu discurso sobre o Estado da União, no final de 1854. Oponentes do governo na Câmara dos Representantes pediram a liberação do documento, que foi publicado na íntegra quatro meses depois de ser escrito.

## Queda

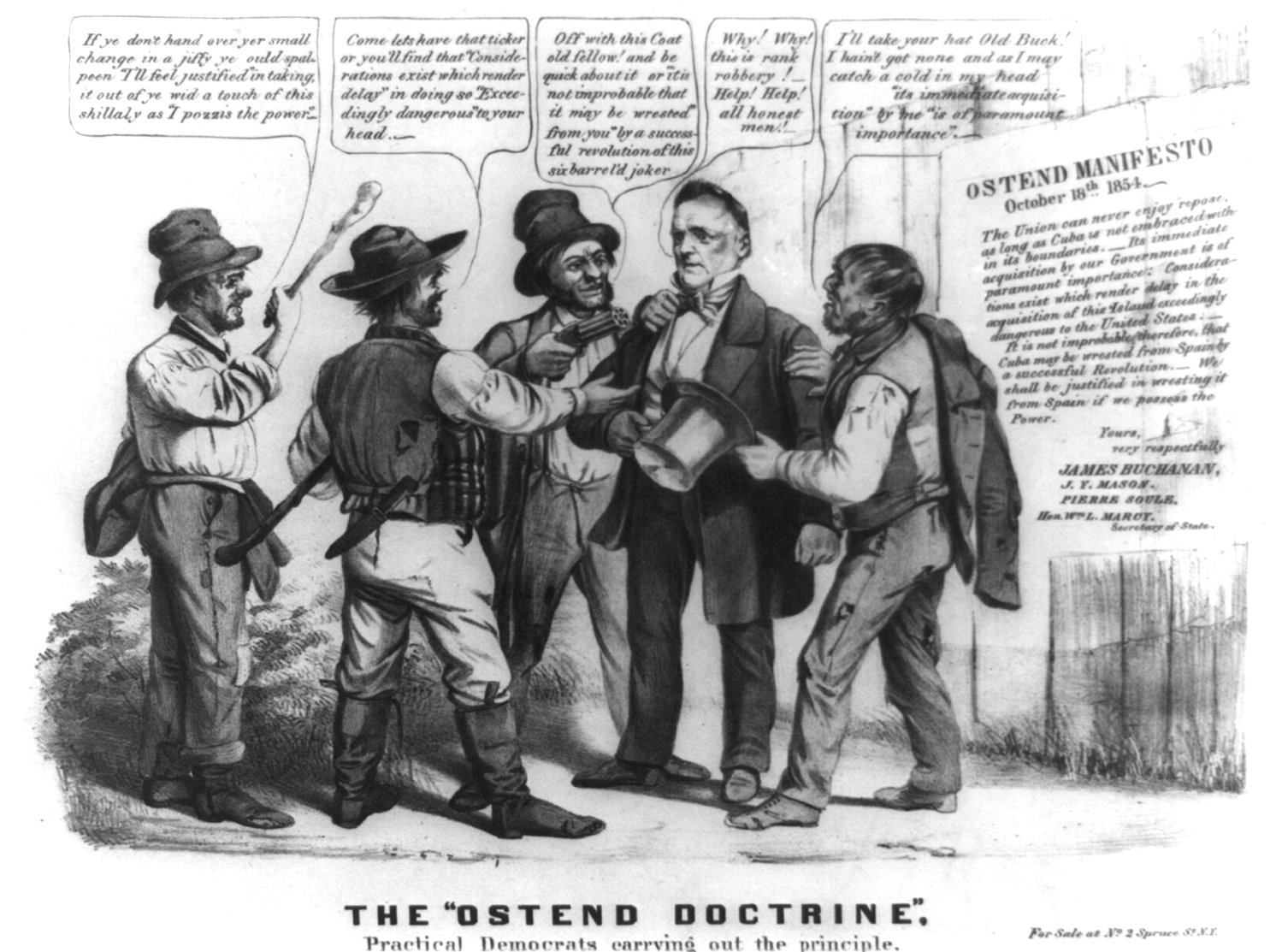
Uma charge mostra James Buchanan cercado por bandidos usando citações do Manifesto de Ostende para justificar roubá-lo. Na legenda abaixo lê-se "A 'Doutrina Ostende'"

Quando o documento foi publicado, nortistas ficaram indignados com o que consideraram uma tentativa sulista em estender a escravidão. Americanos do partido Solo Livre, recentemente irritados com a reforçada Lei do Escravo Fugitivo (passada como parte do Compromisso de 1850 e exigindo que as autoridades de Estados livres cooperassem na retirada de escravos), denunciaram como inconstitucional o que Horace Greeley, do New York Tribune, rotulou de "O Manifesto dos Bandidos". Durante o período da Guerra de Fronteira no Kansas, enquanto apoiantes anti e pró-escravidão lutaram pelo controle do estado, o Manifesto de Ostende serviu como um grito de guerra para os adversários do "Poder do Escravista". O incidente foi um dos muitos fatores que deram origem ao Partido Republicano, e o manifesto foi criticado na primeira plataforma do Partido em 1856 por seguir a filosofia de "lei do mais forte" de um "bandoleiro". Porém, o movimento pela anexação de Cuba não terminou totalmente até depois da Guerra Civil Americana.
O governo Pierce foi irreparavelmente danificado pelo incidente. O presidente tinha sido muito solidário com a causa sulista, e a controvérsia sobre o Manifesto de Ostende contribuiu para a fragmentação do Partido Democrata. Internacionalmente, foi visto como uma ameaça à Espanha e às potências imperiais em toda a Europa. Foi rapidamente denunciado por governos nacionais em Madrid, Londres e Paris. Para preservar quais relações favoráveis a administração tinha deixado, Soulé foi condenado a cessar a discussão sobre Cuba; ele prontamente se demitiu. A reação ao Manifesto de Ostende fez com que Pierce abandonasse os planos expansionistas. Foi descrito como parte de uma série de "conflitos gratuitos... que custam mais do que valem" para os interesses sulistas com a intenção de manter a instituição da escravidão.
Buchanan foi facilmente eleito presidente em 1856. Embora continuasse comprometido com a anexação de Cuba, foi prejudicado pela oposição popular e o crescente conflito seccional. Não foi até 30 anos após a Guerra Civil que a chamada Questão Cubana novamente ganhou destaque nacional.